# Кутб ад-дин Айбак
Кутб ад-Дин Айбак (перс. قطب الدین ایبک‎‎; также Кутб уд-Дин Айбек и другие варианты. Значение: «Ось Веры») — тюркский мусульманский правитель Северо-Западной Индии, перенёс столицу в Дели, где построил Кутб-Минар и мечеть «Кувват-аль-Ислам» (Quwwat Al Islam). Он был первым правителем Делийского султаната в Индии. Правил с 1206 по 1210 годы. Погиб во время игры в поло в Лахоре.

## Молодость

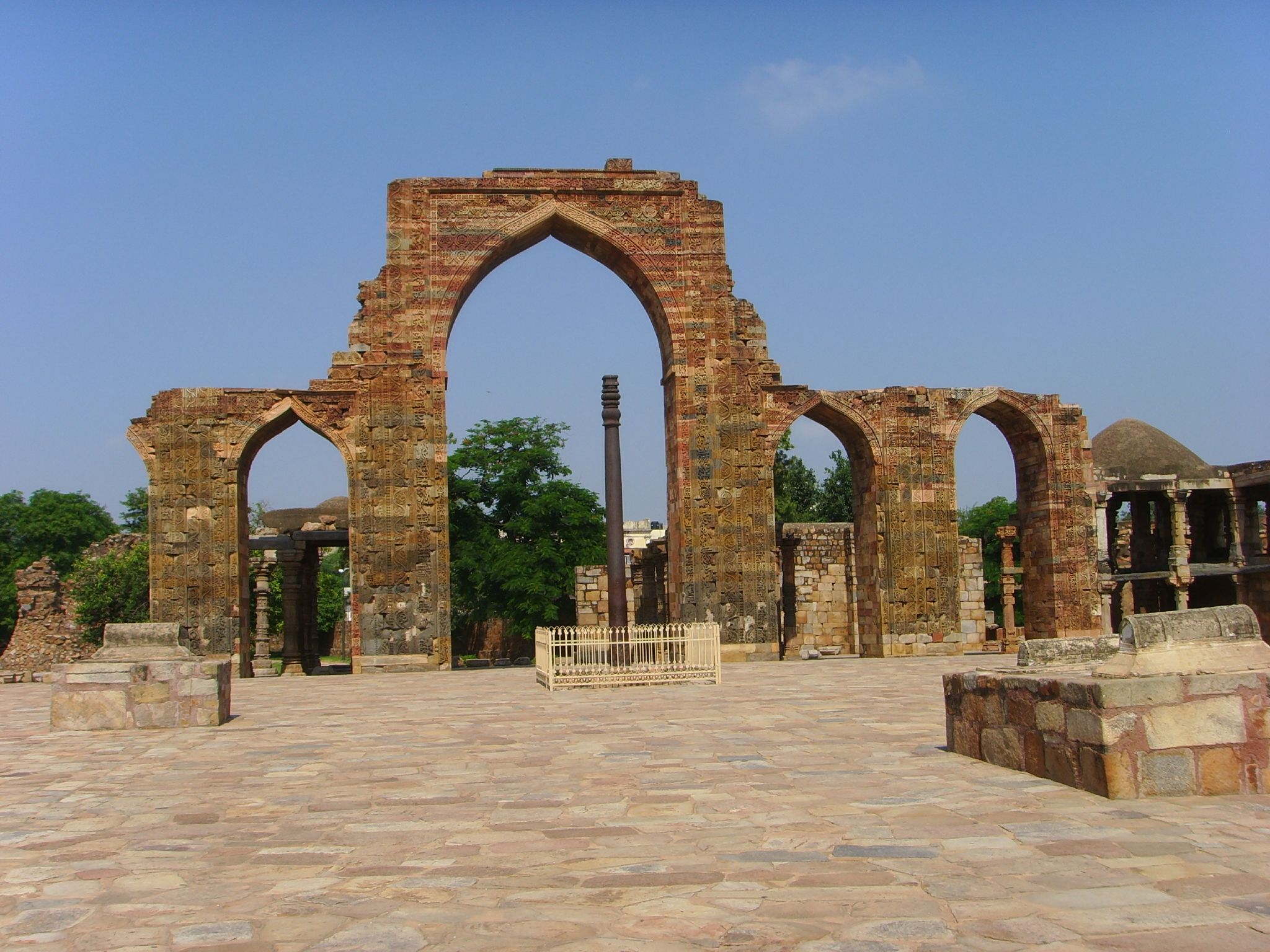
Мечеть Кувват-уль-Ислам начала строиться в 1193 н. э. по приказу Кутб ад-дина, в память о победе над Раджпутами

Айбек родился где-то на территории современного Афганистана; тюркского происхождения. В детстве он попал в плен и стал элитным гвардейцем (гулям). Его купил верховный кади Нишапура, города в Хорасане в северо-восточном Иране. Кади обращался с ним, как с собственным сыном, и Айбак получил всестороннее образование, хорошо знал персидский и арабский, науку управления и воинские искусства, включая стрельбу из лука и конный бой. Когда кади умер, его сыновья, завидуя Айбеку, продали его. Затем Айбека купил полководец Шихаб ад-Дин Гури, будущий правитель Газни. Будучи тюркским кочевником, благодаря хорошим лидерским качествам и организаторскому таланту, Айбек стал быстро подниматься по карьерной лестнице.

## Приход к власти
Начав в родном Гуре, в княжестве гуридов, Шахабаддин Мухаммад Гури объединил под своей властью большую часть современного Афганистана, Пакистана и северной Индии. Под его командой Айбек завоевал Дели (тогда им правили Томары, вассалы династии Чахаманов) в 1193 после победы в битве при Тараине. В качестве управляющего Северной Индией Айбек был очень умен и изощрён, и он создал первую эффективную тюркскую администрацию в Индии с установленным налогообложением, законами, справедливым распределением земли и доходов среди служилой знати. Его управление базировалось на смешении местного самоуправления местных выборных лиц через суды «Машура» и назначения администраторов всех рангов для поддержания работы правительства и государства.
Айбек стал самым доверенным полководцем Мухаммада Гури, и многие победы гуридов были связаны именно с Айбеком. Он укрепил власть Гура над Северной Индией и получил большую независимость в Индии с 1192 года, так как Мухаммад Гури сосредоточился на войне в Средней Азии.
В 1206 г. император Гура признал Айбека в качестве Наиба султаната в Индии на торжественном приёме дарбар в Лахоре, на который было приглашено множество аристократов и сановников со всей империи. Именно тогда Айбек получил титул Кутб ад-Дин, что означает «Ось веры».
Гуридский султанат в Индии включал Лахор, Мултан, Уч, Систан , Саману, земли между Гангом и Ямуной, Гангом и Гхагхрой, Каланджар, Аджмер.

## Основание Делийского султаната
Мухаммад Гури создал первую крупную мусульманскую империю в Северной Индии. После его кончины (1206) Айбек, после краткой схватки за власть, объявил себя правителем Хорасана и Северной Индии (включая нынешний Пакистан), а центральноазиатские владения гуридов стали добычей монголов Чингис-хана.

### Политика

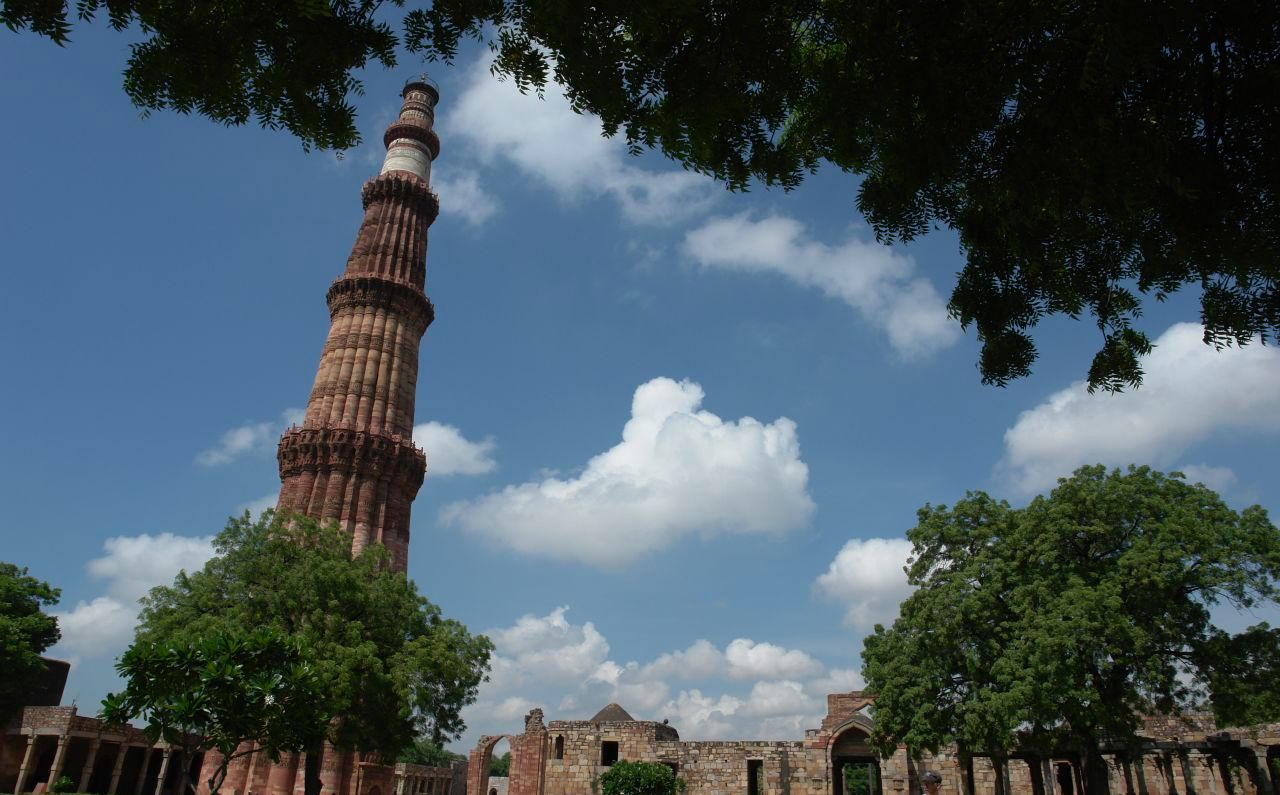
Минарет Кутба, включён в список Всемирного наследия ЮНЕСКО

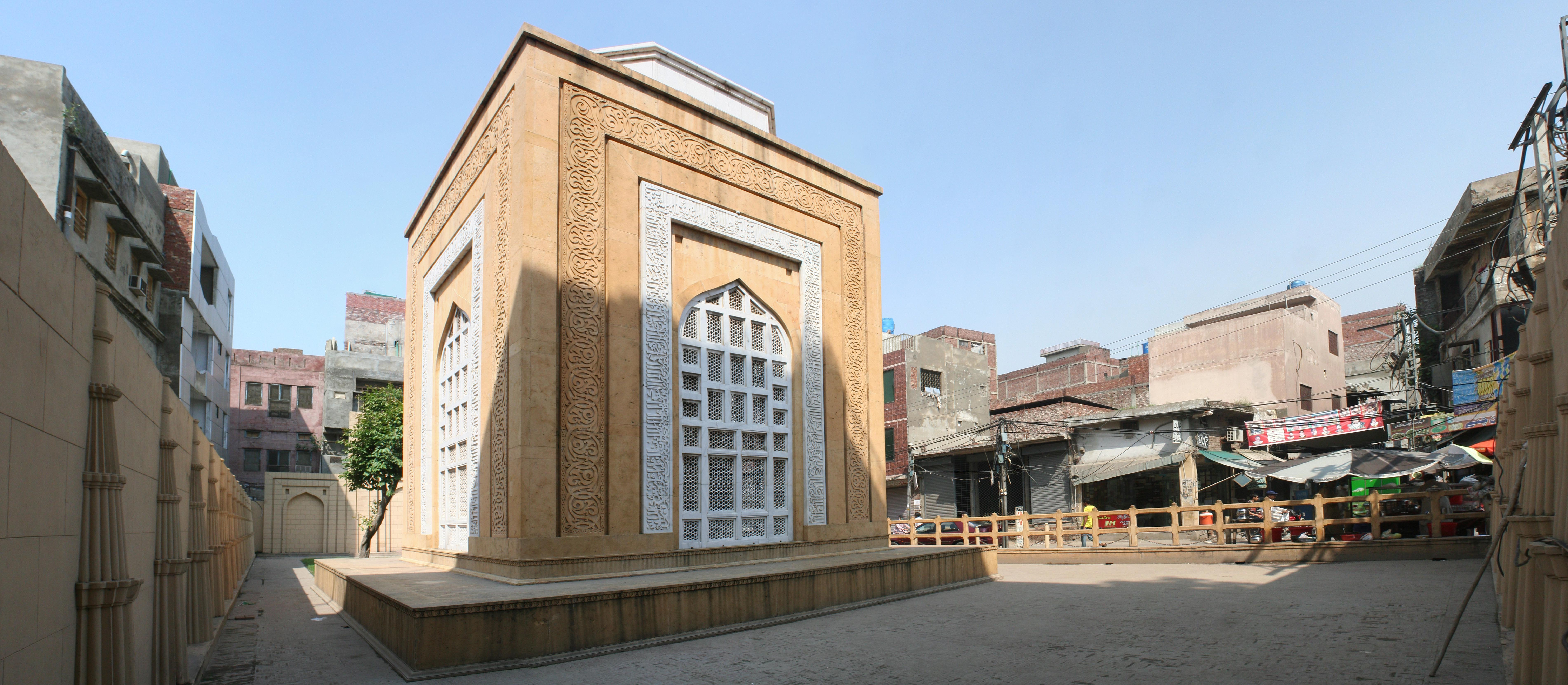
Могила Кутб ад-дина Айбака (отремонтирована в 1970 г.) на Анаркали базааре в Лахоре

Территории, над которыми Айбак провозгласил свою власть, были под его управлением уже тогда, когда он выступал там в качестве наместника и собирал дань для Мухаммада. Он пытался присоединить Газни, но жители изгнали воинов Айбака и обратились за защитой к другому гулямскому тюркскому военачальнику Йылдызу. После этого Айбек больше не воевал с другими гулямскими военачальниками. Среди своих гулямов он славился как щедрый даритель «Лакх-бахш» (дающий сотни тысяч монет), поскольку они были его единственной надёжной опорой. Для мусульман были введены широчайшие налоговые льготы.
Хотя он был суверенным государем только 4 года, Айбак реформировал административную систему своих предшественников, и, в частности, Мухаммада Гури. Это было достигнуто, несмотря на мятежи могучих аристократов: Тадж ад-дина Илдиза и Насир ад-дина Кабача. Кутб ад-Дин правил первоначально из Лахора, но затем перенёс столицу в Дели, таким образом, его можно считать первым тюркским мусульманским правителем Южной Азии.
В 1203—1204 году Айбек послал своего полководца Ихтияр ад-Дина Хильджи на покорение Бихара и Бенгалии, которое вскоре завершилось.

### Войско Гуридов
Среди Гуридов было сильное тюркское присутствие, поскольку тюркские элитные гвардейцы собранное из тюркских кочевников составляли авангард Гуридской армии. Между этими различными этническими группами наблюдалось интенсивное слияние: «таким образом, Шансабани (или Гуриды) характеризовались заметной примесью таджикской, персидской, тюркской и коренных пуштунских этнических групп».

### Войско Айбека
Согласно Фахр-и Мудаббир войско Айбека состояло из «тюрок, гуров, хорасанцев, хильджей, наиболее влиятельная и привилегированная верхушка,  слуги султанского двора были все тюрками чистой крови и таджиками знатного происхождения».

### Культура
Официальным языком султаната стал фарси, на котором создавалась обширная литература, например, «Тарих-и фахр уд-дин Мубарак-шах» (1206), источник сведений о правлении Айбека. Айбек также был изощрённым и утончённым строителем. Он возглавлял строительство сторожевых башен, пограничных постов, таможен и нескольких крепостей в ключевых точках империи, чтобы защитить земли от набегов врагов. Он также заложил основы первых мусульманских архитектурных монументов Дели, находящихся около знаменитого минарета Кутба. Также в Дели была перестроена крепость Лал Кот.
Исторические записи, собранные историком Мауланом Хакимом Саид Абдул Хаем, свидетельствуют о иконоборчестве Айбека, якобы он разрушил тысячи индуистских храмов. Первые мечети появились в Дели, ислам, до этого незначительно присутствовавший в Индии, стал стремительно распространяться, и как в суннитской, так и в исмаилитской форме. В Индии стал распространяться суфизм, в 1192 г. в Дели поселился суфий Муинуддин Чишти.
В основном постройки монументов были завершены его наследником, Илтутмишем. Он покровительствовал Низами и Факх-ай-Мудаббиру, которые посвящали свои работы Айбеку. Тазул Маасир действительно работал с Айбаком.

## Смерть и наследие
Айбек погиб в 1210. Он играл в човган (поло) в Лахоре, конь упал, а Айбек не успел выбраться, так как ударился о луку седла. Он был погребён около Анаркали базаар в Лахоре. Сын Айбака Арам умер 1211 году, поэтому Илтутмиш, другой кочевник и лидер тюркского происхождения, женившийся на дочери Айбека, наследовал ему в качестве делийского султана.
Гробница Айбака находится около Анаркали базаар в Лахоре и посещается туристами. В начале 1970-х годов она была обновлена по приказу премьер-министра Зулфикар Али Бхутто.

## Галерея

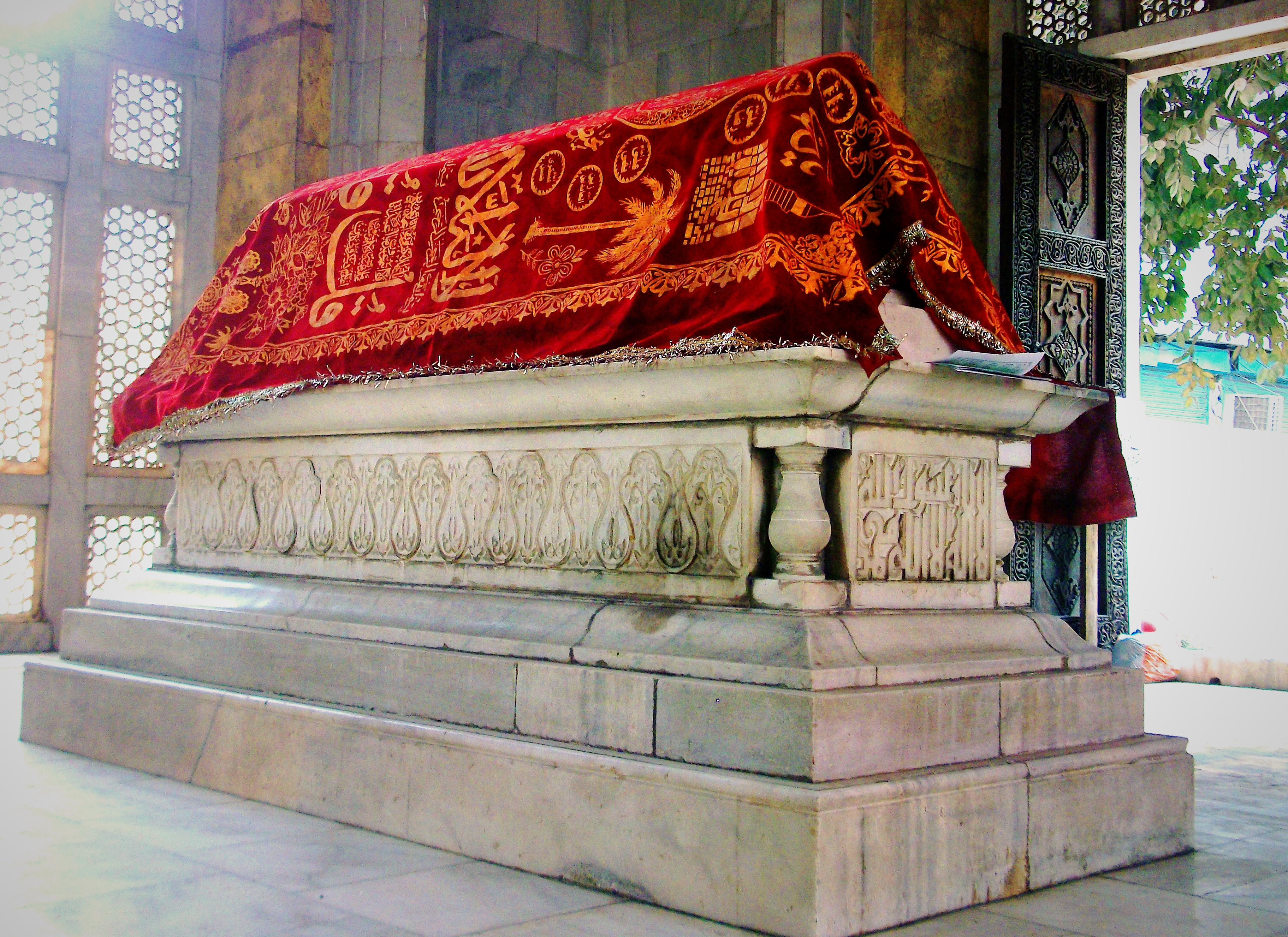
Могила султана Айбека на Анаркали базааре в Лахоре
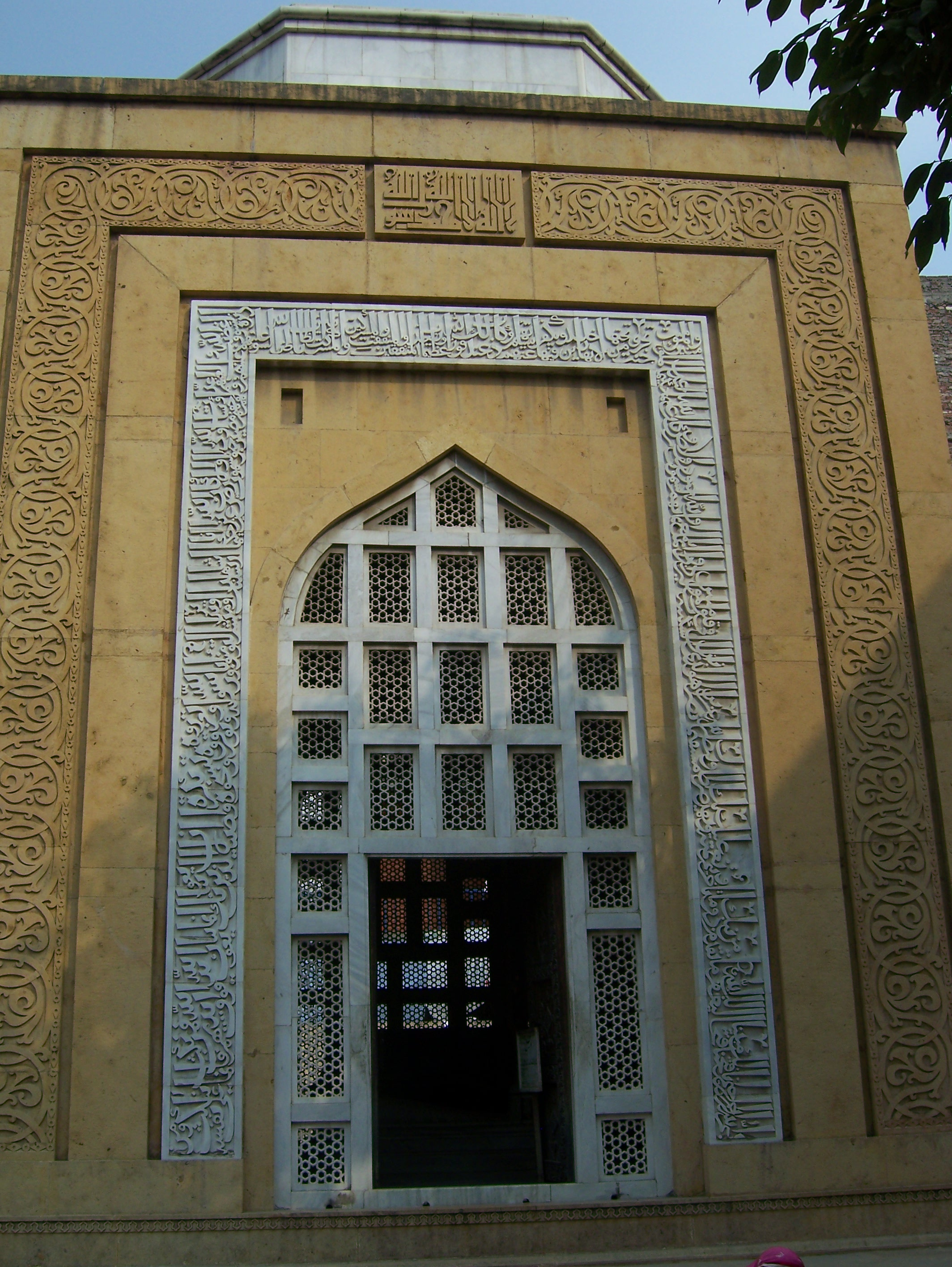
Мавзолей Айбека в Анаркали, Лахор, Пакистан.
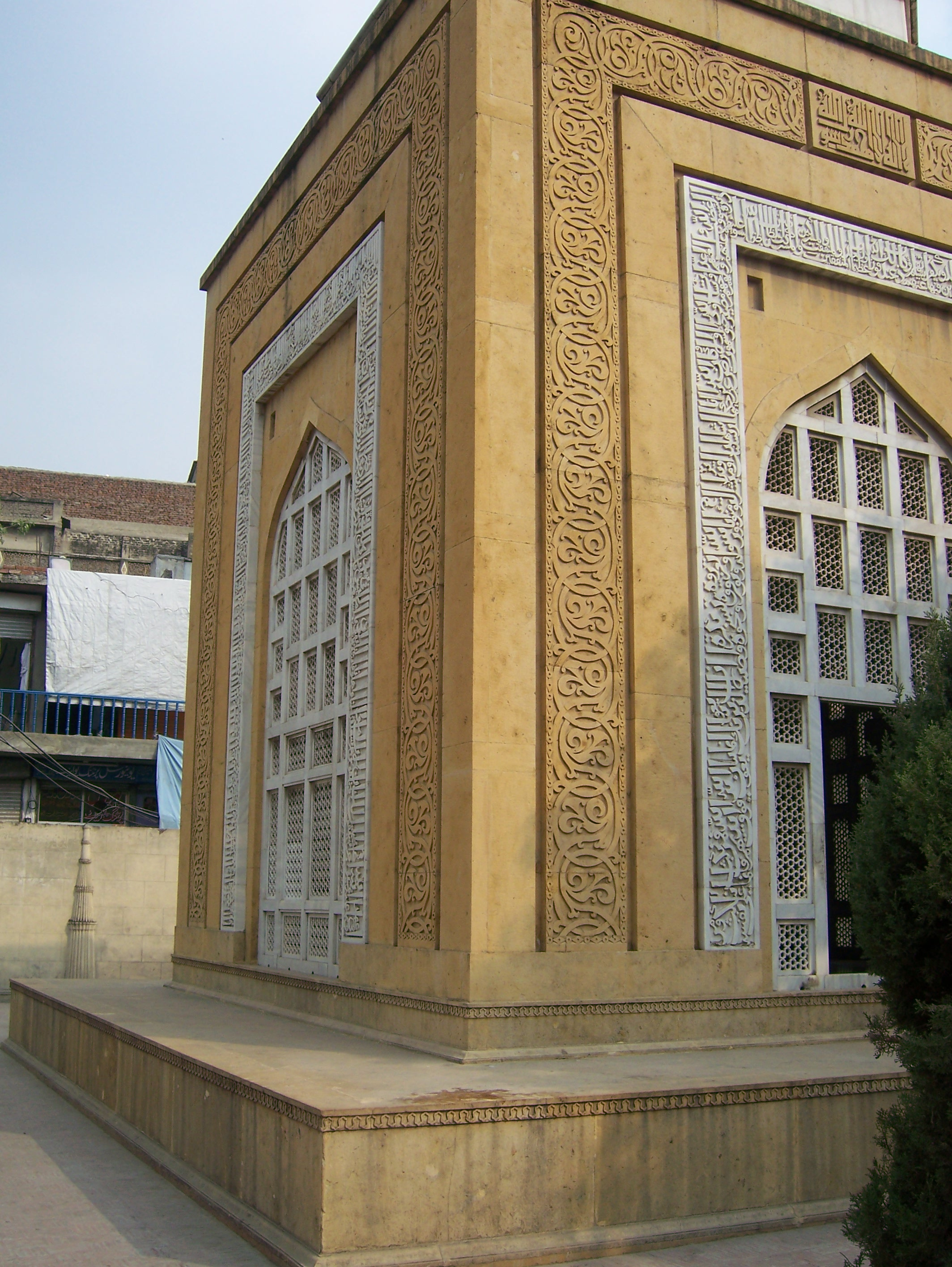
Мавзолей Айбека в Анаркали, Лахор, Пакистан.
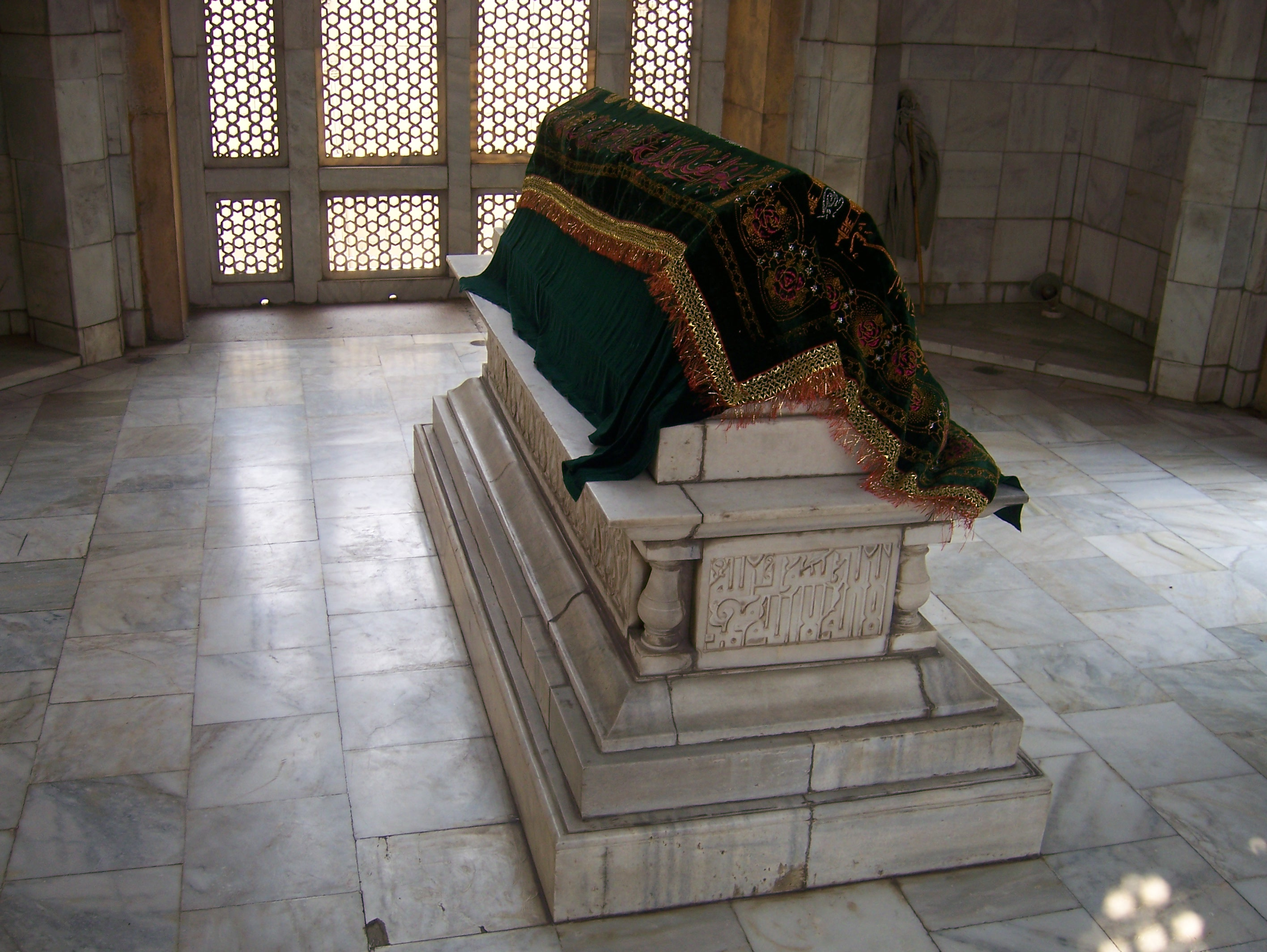
Могила Айбека в Анаркали, Лахор, Пакистан.
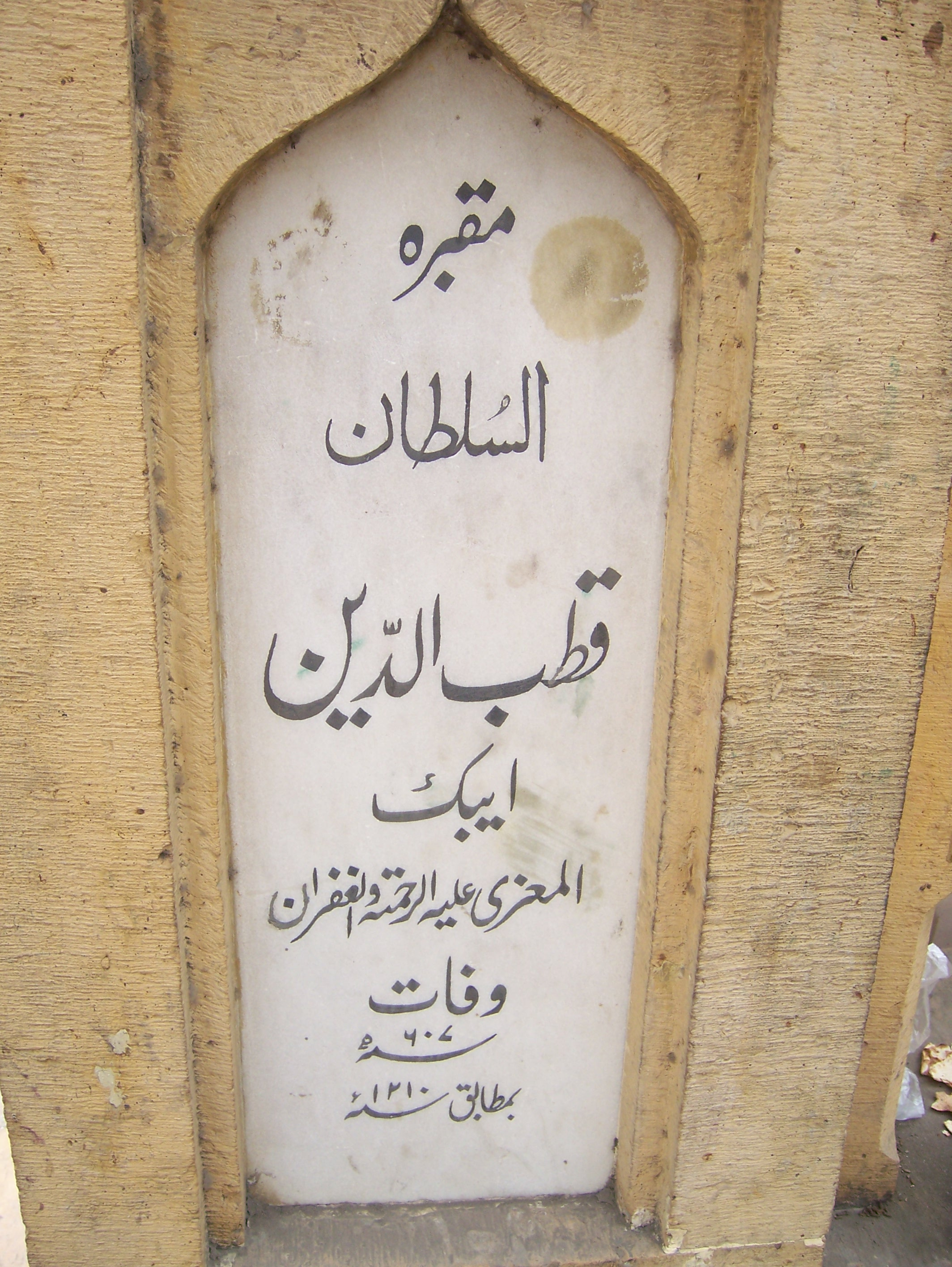
Плита: дата смерти Айбека 607 год хиджры или 1210 г. н. э., Лахор, Пакистан.
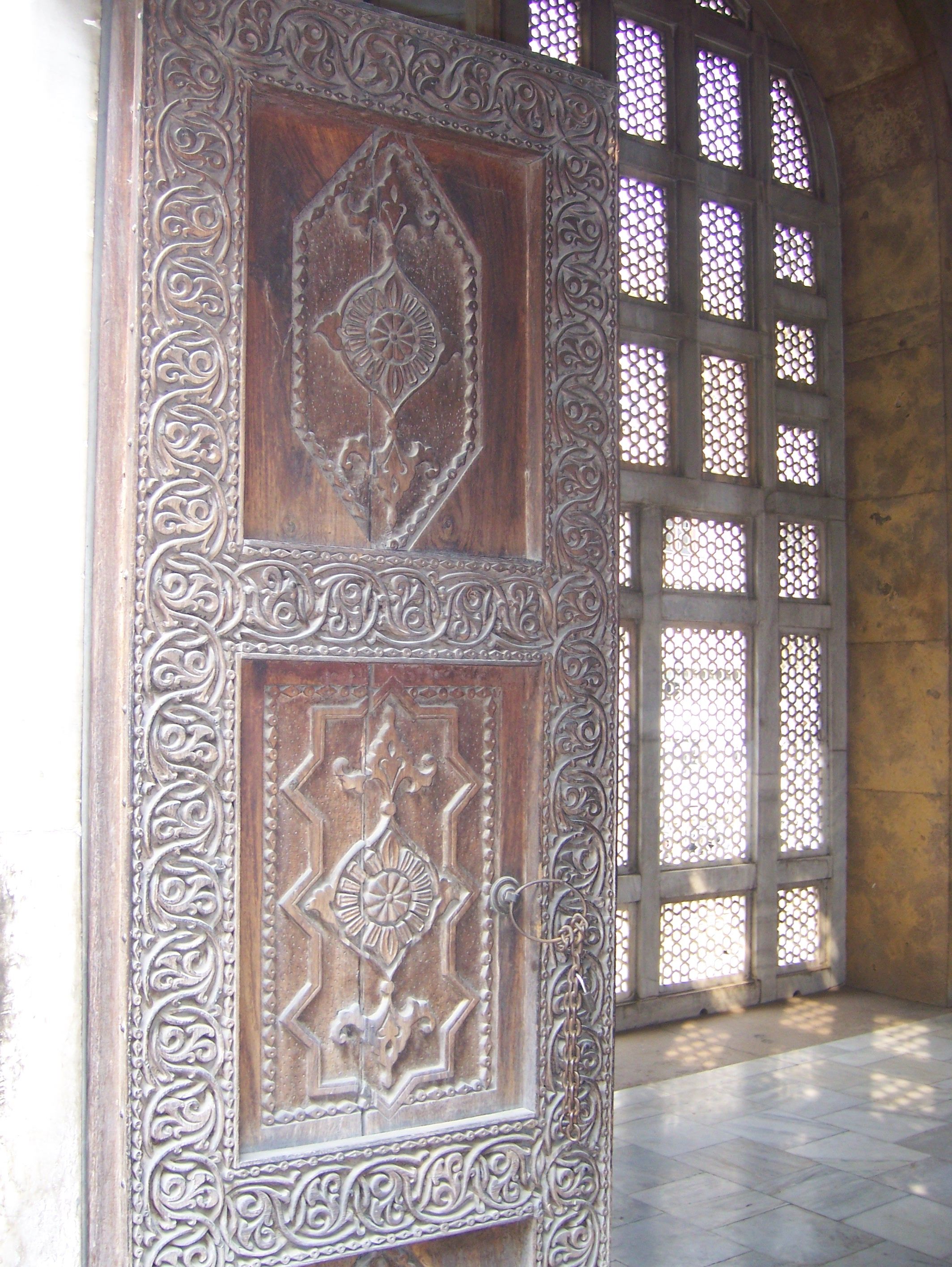
Резная деревянная дверь мавзолея Айбака в Анаркали, Лахор, Пакистан.
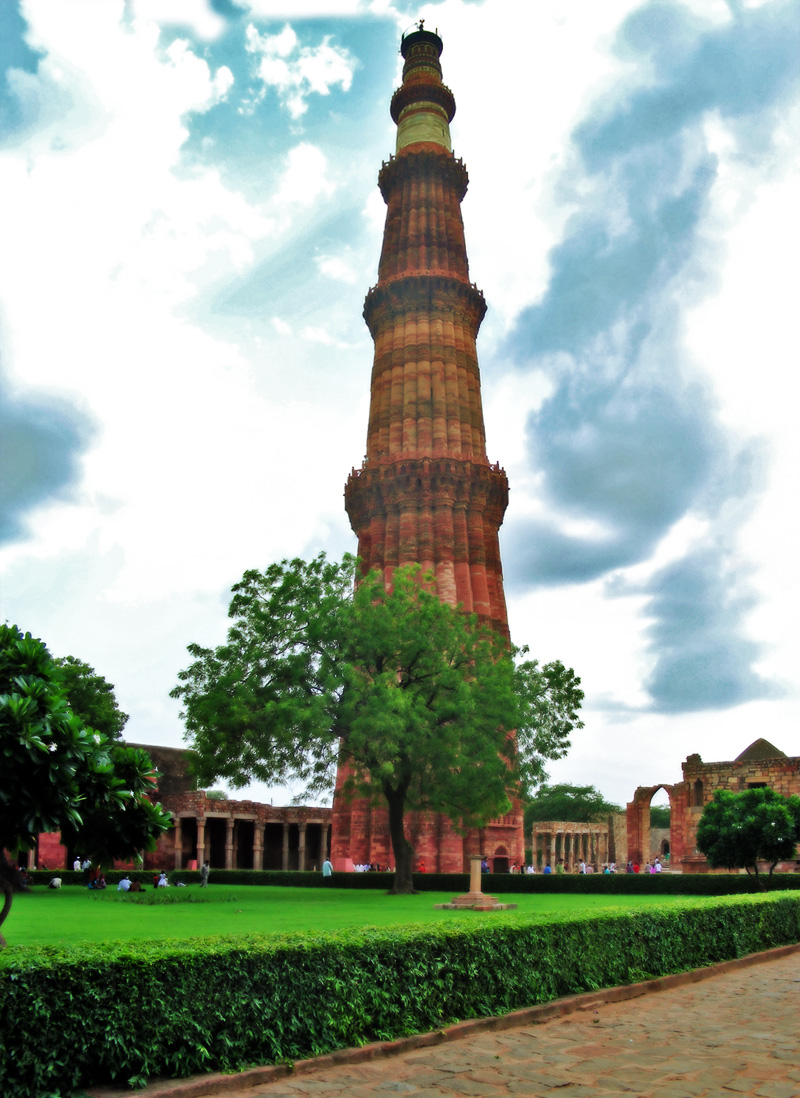
Кутб-Минар